# العلاقات الإثيوبية اللوكسمبورغية
العلاقات الإثيوبية اللوكسمبورغية هي العلاقات الثنائية التي تجمع بين إثيوبيا ولوكسمبورغ.

## مقارنة بين البلدين
هذه مقارنة عامة ومرجعية للدولتين:
| وجه المقارنة                                              | إثيوبيا                        | لوكسمبورغ                                                     |
| --------------------------------------------------------- | ------------------------------ | ------------------------------------------------------------- |
| المساحة (كم2)                                             | 1.10 مليون                     | 2.59 ألف                                                      |
| عدد السكان (نسمة)                                         | 104.96 مليون                   | 599.45 ألف                                                    |
| الكثافة السكانية (ن./كم²)                                 | 95.42                          | 231.45                                                        |
| العاصمة                                                   | أديس أبابا                     | لوكسمبورغ                                                     |
| اللغة الرسمية                                             | اللغة الأمهرية                 | اللغة اللوكسمبورغية، لغة فرنسية، اللغة الألمانية              |
| العملة                                                    | بير إثيوبي                     | يورو، فرنك لوكسمبورغ                                          |
| الناتج المحلي الإجمالي (بليون دولار)                      | 80.56 مليار                    | 62.40 مليار                                                   |
| الناتج المحلي الإجمالي (تعادل القوة الشرائية) بليون دولار | 161.90 مليار                   | 58.13 مليار                                                   |
| الناتج المحلي الإجمالي الاسمي للفرد دولار أمريكي          | 619                            | 101.45 ألف                                                    |
| الناتج المحلي الإجمالي للفرد دولار أمريكي                 | 1.50 ألف                       | 101.93 ألف                                                    |
| مؤشر التنمية البشرية                                      | 0.442                          | 0.892                                                         |
| رمز المكالمات الدولي                                      | +251                           | +352                                                          |
| رمز الإنترنت                                              | .et                            | .lu                                                           |
| المنطقة الزمنية                                           | ت ع م+03:00، توقيت شرق أفريقيا | توقيت وسط أوروبا، ت ع م+01:00، ت ع م+02:00، أوروبا/لوكسمبورج ‏ |

## منظمات دولية مشتركة
يشترك البلدان في عضوية مجموعة من المنظمات الدولية، منها:
| علم المنظمة | اسم المنظمة                        | تاريخ انضمام إثيوبيا | تاريخ انضمام لوكسمبورغ |
| ----------- | ---------------------------------- | -------------------- | ---------------------- |
|             | الاتحاد البريدي العالمي            | ?                    | ?                      |
|             | مؤسسة التنمية الدولية              | 11 أبريل 1961        | 4 يونيو 1964           |
|             | منظمة حظر الأسلحة الكيميائية       | ?                    | ?                      |
|             | الأمم المتحدة                      | 13 نوفمبر 1945       | 24 أكتوبر 1945         |
|             | وكالة ضمان الاستثمار متعدد الأطراف | 13 أغسطس 1991        | 29 أغسطس 1991          |
|             | منظمة الشرطة الجنائية الدولية      | ?                    | ?                      |
|             | مؤسسة التمويل الدولية              | 20 يوليو 1956        | 4 أكتوبر 1956          |
|             | البنك الدولي للإنشاء والتعمير      | 27 ديسمبر 1945       | 27 ديسمبر 1945         |
|             | الاتحاد الدولي للاتصالات           | 20 فبراير 1932       | 2 مارس 1866            |
|             | البنك الإفريقي للتنمية             | ?                    | ?                      |
|             | الفريق المعني برصد الأرض           | ?                    | ?                      |
|             | يونسكو                             | 1 يوليو 1955         | 27 أكتوبر 1947         |

## وصلات خارجية
- موقع وزارة الخارجية الإثيوبية
- موقع وزارة الخارجية اللوكسمبورغية